# 棧橋車庫前停留場
棧橋車庫前停留場（日语：／ Sambashishako mae teiryūjō */?），是位於高知縣高知市棧橋通四丁目，屬於土佐電交通棧橋線的電車站。此站鄰近高知市立自由民權紀念館，因此加上副站名「自由民權紀念館前」。

## 歷史

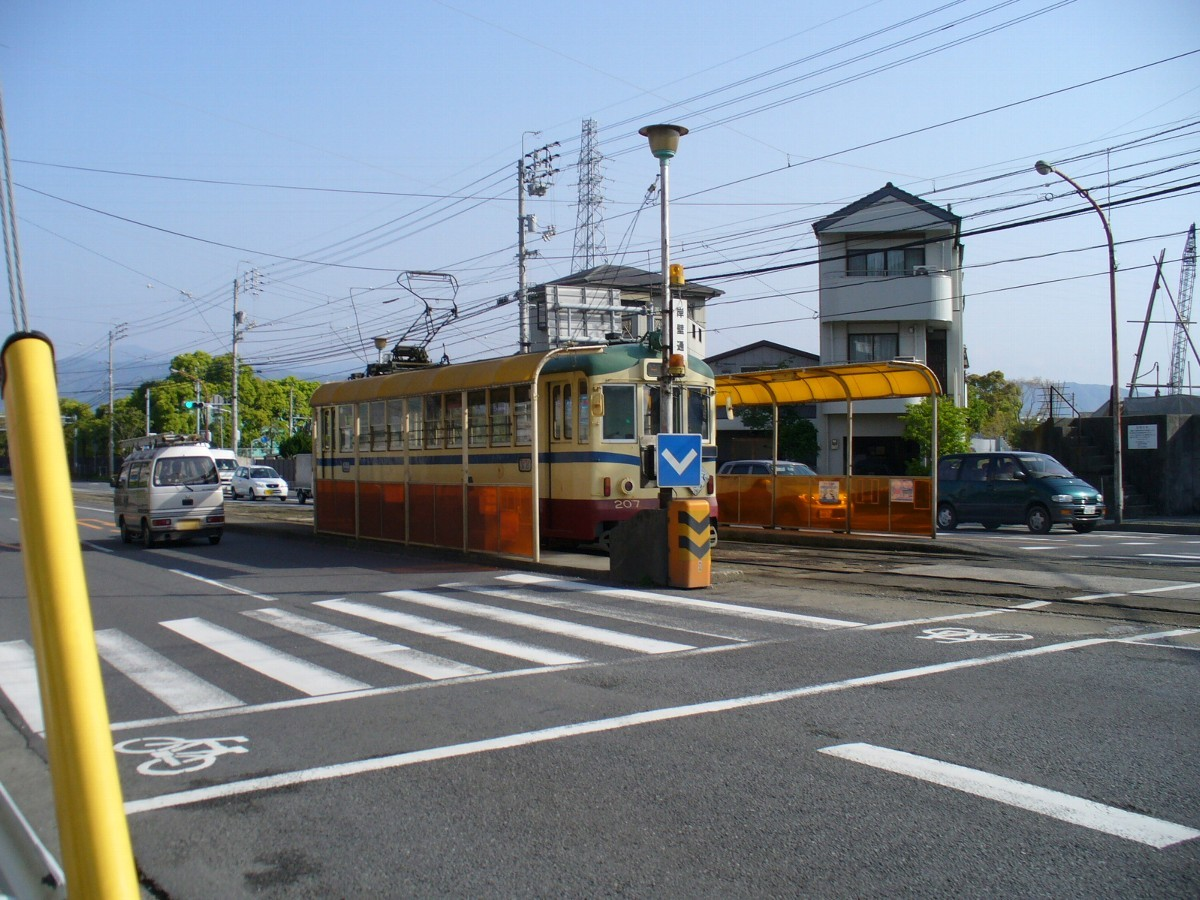
「岸壁通」時代的電車站（2006年）

此站在1904年（明治37年）以棧橋停留場（日语：／）的名字啟用。當時為土佐電交通的前身土佐電氣鐵道的棧橋線（當時為潮江線）梅之辻停留場至此站開通時同時啟用。翌年1905年把路線延伸至新的棧橋停留場（現時：棧橋通五丁目停留場）。此電車站便改名為岸壁通停留場（日语：／），但是這個時期的實際日期不詳（在1905年延伸之際一度廢止，後來於1953年以前以岸壁通名稱重開電車站）。後來在2007年（平成19年），此站改名為棧橋車庫前停留場。
2009年（平成21年），此站加設「自由民權紀念館前」副站名。紀念館在2年前已經希望在站名中加入該紀念館的名字，並向土佐電氣鐵道申請安排。
- 1904年（明治37年）5月2日 - 隨著潮江線開通，土佐電氣鐵道棧橋停留場啟用[1][2]。
- 1905年（明治38年）4月7日 - 路線進行延伸，新的棧橋停留場啟用[1][2]。
- 日期不詳 - 電車站改名為岸壁通停留場[2]。
- 1987年（昭和62年）12月1日 - 棧橋車廠·車輛工場落成。知寄町的車廠功能遷移至棧橋車廠·車輛工場[2]。
- 2007年（平成19年）1月10日 - 電車站改名為棧橋車庫前停留場[1]。
- 2009年（平成21年）1月22日 - 電車站進行遷移[1]。電車站加設「自由民權紀念館前」副名稱。在2月8日舉行了紀念典禮[3]。
- 2014年（平成26年）10月1日 - 土佐電氣鐵道、高知縣交通（日语：高知県交通）和土佐電Dream Service（日语：土佐電ドリームサービス）合併，土佐電交通成立[4]。成為土佐電交通的電車站。

## 電車站構造
此站建在共用道路上，並設有2面2線的相對式乘車處。車站東邊為棧橋方向月台，西邊為高知站前方向月台。此站隨著市道進行延伸在2009年向北（高知站一方）遷移約50米。
此站與鄰站棧橋通四丁目停留場之間設有棧橋車廠，為土佐電交通的車廠。車廠在1987年從知寄町遷移至該處，並開始使用。由於入出廠線均連接上行路軌，因此電車出廠時會前往上行線一方的棧橋通四丁目開始上客。而入廠的電車會在此站作為終點站，然後使用渡線進入車廠。

## 電車站周邊
高知市立自由民權紀念館距離此電車站1分鐘步程。此外，淘氣高知（與淘氣高知動物園）與高知縣立高知南中學·高等學校鄰近此電車站。
曾經電車站名稱為「岸壁」，該名稱指的是高知港的渡輪岸壁，現時港口沒有定期渡輪航線。
- 土佐電交通總部、棧橋車廠
- 高知縣道34号桂濱播磨屋線（日语：高知県道34号桂浜はりまや線）

## 巴士路線
在「棧橋通五丁目」巴士站中設有以下巴士路線停靠。但是，早上6時時段從棧橋車廠出發的一般巴士路線不會在停靠棧橋通五丁目，而是於棧橋車廠正門開始載客。高速巴士方面，乘車處位於棧橋車廠內汽車棟的「棧橋高知營業所」巴士站。
| 乘車處  | 系統 | 主要途經         | 目的地               | 巴士公司   | 備註                 |
| ------- | --- | ---------------- | -------------------- | ---------- | -------------------- |
|         | A1 | 南播磨屋橋、螢橋 | 鳥越                 | 土佐電交通 | 星期六及假日暫停服務 |
| B1      | 南播磨屋橋、上町二丁目、中萬萬、橫內                                                                         | 鳥越             |                      | 土佐電交通 |                      |
| B2      | 南播磨屋橋、上町二丁目、萬萬                                                                                 | 美月坂中央       |                      | 土佐電交通 |                      |
| C1      | 南播磨屋橋                                                                                                   | 縣廳前           |                      | 土佐電交通 |                      |
| U3 → C3 | 棧橋通四丁目、竹島町、六泉寺、高見、南播磨屋橋、縣廳、入明町、吉田町、三園町、加賀野井團地、美月坂中央       | 宇津野           | 星期六及假日暫停服務 | 土佐電交通 |                      |
| U5 → C3 | 棧橋通四丁目、竹島町、六泉寺、竹島高銀前、南播磨屋橋、縣廳、入明町、吉田町、三園町、加賀野井團地、美月坂中央 | 宇津野           | 星期六及假日暫停服務 | 土佐電交通 |                      |
| D1      | 南播磨屋橋、帶屋町、中秦泉寺                                                                                 | AEON Mall高知    |                      | 土佐電交通 |                      |
| U3 → D3 | 棧橋通四丁目、竹島町、六泉寺、高見、南播磨屋橋、帶屋町、中秦泉寺、AEON Mall高知、加賀野井團地、美月坂中央    | 宇津野           |                      | 土佐電交通 |                      |
| U3 → D5 | 棧橋通四丁目、竹島町、六泉寺、高見、南播磨屋橋、帶屋町、中秦泉寺、加賀野井團地、美月坂中央                   | 宇津野           | 星期六及假日暫停服務 | 土佐電交通 |                      |
| D6      | 南播磨屋橋、帶屋町、愛宕小橋、東久萬、萬萬                                                                   | 美月坂中央       |                      | 土佐電交通 |                      |
| U2 → D7 | 棧橋通四丁目、竹島町、深谷、六泉寺、高見、南播磨屋橋、帶屋町、愛宕町二丁目、寶町、福井、橫內                 | 鳥越             |                      | 土佐電交通 |                      |
| W1      | 南播磨屋橋、上町二丁目、吉野綠丘                                                                             | 土佐塾校         |                      | 土佐電交通 |                      |
| W3      | 南播磨屋橋、上町二丁目、石立十字路                                                                           | 船岡南團地       |                      | 土佐電交通 |                      |
| X1      | 南播磨屋橋、上町五丁目、石立十字路                                                                           | 吉野             |                      | 土佐電交通 |                      |
| X3      | 南播磨屋橋、上町五丁目、土佐道路                                                                             | 天王新城         |                      | 土佐電交通 |                      |
| X4      | 南播磨屋橋、上町五丁目、土佐道路、天王新城                                                                   | 八田             |                      | 土佐電交通 |                      |
| X5      | 南播磨屋橋、上町五丁目、土佐道路、高岡高校通                                                                 | 高岡營業所       |                      | 土佐電交通 |                      |
| Y2      | 南播磨屋橋、朝倉站前、針木                                                                                   | 天王新城         |                      | 土佐電交通 |                      |
| Y3      | 南播磨屋橋、朝倉站前、針木、天王新城                                                                         | 八田             |                      | 土佐電交通 |                      |
| Y4      | 南播磨屋橋、朝倉站前、針木、高岡高校通                                                                       | 高岡營業所       |                      | 土佐電交通 |                      |
| F3      | 北播磨屋橋、高知站、比島                                                                                     | AEON Mall高知    |                      | 土佐電交通 |                      |
| G1      | 北播磨屋橋                                                                                                   | 高知站           |                      | 土佐電交通 |                      |
| G2      | 北播磨屋橋、高知站、比島                                                                                     | 一宮巴士總站     |                      | 土佐電交通 |                      |
| G4      | 北播磨屋橋、高知站、比島、一宮巴士總站                                                                       | 醫大醫院         |                      | 土佐電交通 |                      |
| G6      | 北播磨屋橋、高知站、比島、一宮巴士總站、醫大醫院                                                             | 領石出張所       |                      | 土佐電交通 |                      |
| G12     | 北播磨屋橋、高知站前、金田橋、一宮巴士總站                                                                   | 東棉團地         |                      | 土佐電交通 |                      |
| K2      | 播磨屋橋、介良通、中野團地                                                                                   | 潮見台三丁目     | 星期六及假日暫停服務 | 土佐電交通 |                      |
| K4      | 播磨屋橋、南國繞道、中野團地                                                                                 | 潮見台三丁目     |                      | 土佐電交通 |                      |
| N2      | 播磨屋橋、青柳橋西詰、南吸江、十市公園鎮                                                                     | 前濱             |                      | 土佐電交通 |                      |
| L1      | 播磨屋橋、南國繞道、JA高知醫院、後免町                                                                       | 安藝站           | 高知東部交通         |            |                      |
|         | S2 | 横浜             | 長浜                 | 土佐電交通 |                      |
| S3      | 橫濱、長濱、花海道                                                                                           | 桂濱             |                      | 土佐電交通 |                      |
| S9      | 橫濱、瀨戶東團地                                                                                             | 長濱             | 星期六及假日暫停服務 | 土佐電交通 |                      |
| T2      | 橫濱 | 橫濱新城第一     | 星期六及假日提供服務 | 土佐電交通 |                      |
| T3      | 橫濱、橫濱新城第三、高知競馬場（星期六及假日部分班次）、蒔繪台                                               | 南新城           |                      | 土佐電交通 |                      |

## 相鄰電車站
土佐電交通
棧橋線
棧橋通四丁目－棧橋車庫前－棧橋通五丁目

## 注腳
1. 1 2 3 4 5 6 7 8 9  今尾惠介（監修）. . 11 中国四国. 新潮社. 2009: 61. ISBN 978-4-10-790029-6 （日语）.
2. 1 2 3 4 5 6 7  《土佐電鉄が走る街 今昔》101・156-158頁
3. 1 2 3 4  . 朝日新聞 (朝日新聞社). 2009-02-08: 28 （日语）.
4. ↑  上野宏人. . 毎日新聞 (毎日新聞社). 2014-10-02 （日语）.
5. 1 2  川島令三. . 【図説】 日本の鉄道. 第2巻 四国西部エリア. 講談社. 2013: 38・95頁. ISBN 978-4-06-295161-6 （日语）.
6. 1 2 3 4  川島令三.  四国篇. 草思社. 2007: 287. ISBN 978-4-7942-1615-1 （日语）.
7. 1 2  《土佐電鉄が走る街 今昔》76-77頁
8. 1 2  . 高知新聞社. 1998: 94. ISBN 4-87503-268-4.
9. ↑   (PDF). とさでん交通.   [2017-05-24]. （原始内容存档 (PDF)于2017-08-08） （日语）.
10. ↑  《土佐電鉄が走る街 今昔》58頁